# Sumbersuko (Curah Dami)
Sumbersuko is een bestuurslaag in het regentschap Bondowoso van de provincie Oost-Java, Indonesië. Sumbersuko telt 896 inwoners (volkstelling 2010).